# Оломоуцки край
Оломоуцкият край (на чешки: Olomoucký kraj или Olomoucko) е един от краищата на Чешката република. Разположен е в североизточната част на страната в историческия регион Моравия и малка част в Силезия. Административен център на края е град Оломоуц.

## Административно деление
Краят се дели на 5 окръга:
| Окръг     | Площ, km² | Брой населени места |
| --------- | --------- | ------------------- |
| Йесеник   | 719       | 24                  |
| Оломоуц   | 1620      | 96                  |
| Простейов | 770       | 97                  |
| Пршеров   | 845       | 104                 |
| Шумперк   | 1313      | 77                  |

## Население
Оломоуцкият край има население 638 638 (2012). Гъстотата на населението е 121 души на km2. В отделните окръзи населението е: Йесеник – 42 014; Оломоуц – 224 296; Простейов – 109 367; Пршеров – 134 181; Шумперк – 125 268.

### Етнически състав през 2001 г.
Численост и дял на етническите групи според преброяването на населението през 2001 г.:
|            | Численост | Дял (в %) |
| Общо       | 639 369   | 100.00    |
| Чехи       | 561 063   | 87.75     |
| Моравци    | 49 431    | 7.73      |
| Словаци    | 11 233    | 1.75      |
| Германци   | 1721      | 0.26      |
| Украинци   | 988       | 0.15      |
| Цигани     | 868       | 0.13      |
| Поляци     | 726       | 0.11      |
| Виетнамци  | 378       | 0.05      |
| Руснаци    | 374       | 0.05      |
| Силезци    | 202       | 0.03      |
| Други      | 3149      | 0.49      |
| Неизвестни | 9236      | 1.44      |

## Градове
- Оломоуц
- Простейов
- Пршеров
- Шумперк
- Хранице
- Забржех
- Щернберк
- Йесеник
- Уничов
- Литовел
- Кралице на Хана
- Мохелнице
- Усов

## Икономика
Дялът на края в БВП на страната е 4,8 %.
В централната и южната част на края е развито селското стопанство (и най-вече отглеждането на пшеница и захарно цвекло) и свързаните с тях преработвателна и хранителна промишленост. В края също така има предприятия от текстилната и шивашката промишленост, машиностроенето и оптическата промишленост.
Транспортната инфраструктура на Оломоуцкия край е образувана от 744 km железопътна мрежа и 3461 km автомобилни пътища. Административният център на края, град Оломоуц, е свързан чрез четирилентовата скоростен път R46 непосредствено с магистрала D1, свързваща Прага с Бърно. Важни транспортни възли са Оломоуц и Пршеров.
В околностите на Оломоуц се намира международно летище.